# Luxemburg op het Eurovisiesongfestival 1965

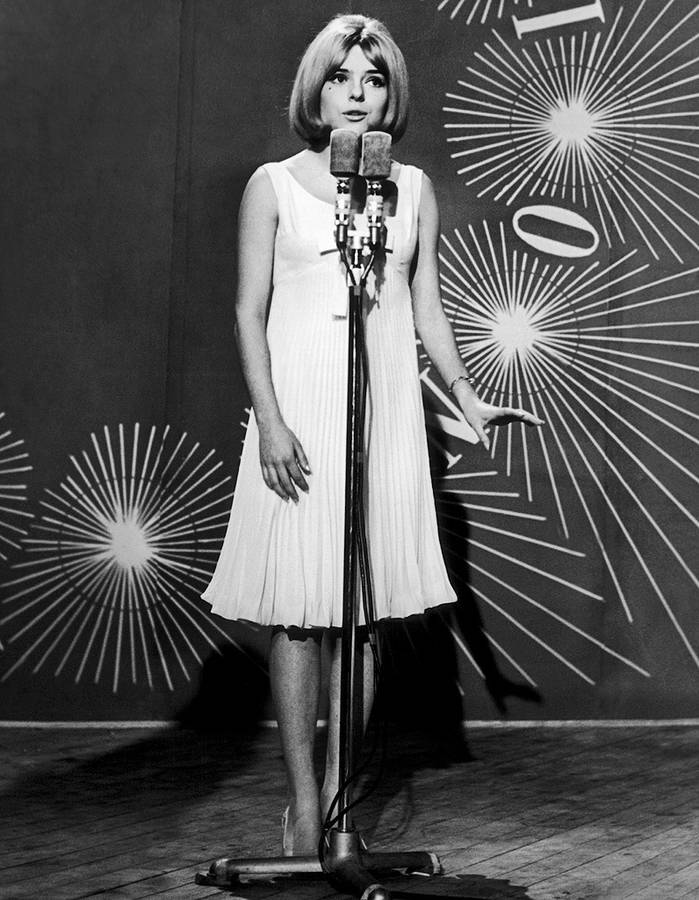
France Gall tijdens een repetitie in Napels.

Luxemburg deed mee aan het Eurovisiesongfestival 1965, dat werd gehouden in Napels, Italië. In 1965 deed Luxemburg voor de negende keer mee aan het liedjesfestijn. 

## Selectieproces
De Luxemburgse inzending werd naar jaarlijkse gewoonte via een interne selectie gekozen. De Luxemburgse zender RTL nodigde France Gall in 1965 uit om het land te vertegenwoordigen op het Eurovisiesongfestival in Napels. Daarbij werd intern gekozen voor het Franstalige nummer Poupée de cire, poupée de son. Het lied werd gecomponeerd en geschreven door de befaamde Franse zanger en componist Serge Gainsbourg. 
Het lied is geïnspireerd op het 4de deel van Beethoven’s Piano Sonata No. 1. Letterlijk vertaald betekent Poupée de cire, poupée de son  Wassen pop, sprekende pop’ . 

## In Napels
Op 20 maart vond in het Sala di Concerto della RAI de finale plaats van het Eurovisiesongfestival, met in totaal 18 deelnemende landen. Gall trad als vijftiende aan met haar zeventien jaar was ze de jongste deelnemer van die avond. Het orkest stond onder leiding van Alain Goraguer. Aan het eind van de puntentelling werd Luxemburg met 32 punten tot winnaar uitgeroepen. Het was de tweede keer dat het land het festival wist te winnen na de reeds eerder behaalde overwinning tijdens het Eurovisiesongfestival 1961. 
Het land ontving van 4 landen, waaronder Nederland, het maximale van de te vergeven punten namelijk, 5. België had geen punten over voor de Luxemburgse bijdrage. Na het festival behaalde de Luxemburgse inzending de vijfde plaats in de Nederlandse Top 40.
1956 · 1957 · 1958 · 1959 · 1960 · 1961 · 1962 · 1963 · 1964 · 1965 · 1966 · 1967 · 1968 · 1969 · 1970 · 1971 · 1972 · 1973 · 1974 · 1975 · 1976 · 1977 · 1978 · 1979 · 1980 · 1981 · 1982 · 1983 · 1984 · 1985 · 1986 · 1987 · 1988 · 1989 · 1990 · 1991 · 1992 · 1993 · 1994-2023 · 2024 · 2025